# Aquifer

Schematische voorstelling van een aquifer

Schema van een ondergrond met watervoerende lagen (aquifers) en beperkt doorlatende lagen (aquitards), met stroomlijnen en reistijden van het grondwater. Het grondwater wordt aangevuld in het aanvullingsgebied, en stroomt vanuit dit gebied richting plekken waar het weer uit de grond komt: bij een put (links) of door kwel bij een kleine waterloop (beek).

Een aquifer - van het Latijnse aqua en ferre: water en dragen - is een watervoerende laag in de ondergrond (bijvoorbeeld zand). Vanuit een aquifer kan water gewonnen worden via een bron.
Verwante termen zijn aquitard, een relatief slecht waterdoorlatende laag, en aquiclude (of aquifuge), eveneens een slecht waterdoorlatende laag, die boven of onder een aquifer ligt.

## Geologische achtergrond
De geologische opbouw van de ondergrond is in veel gebieden gelaagd: de ondergrond bestaat uit verschillende lagen. De samenstelling van deze lagen kan bijvoorbeeld zandig, kleiig of lemig zijn. Materiaal zoals zand of grind heeft een hoge porositeit en laat het grondwater uitstekend door. Daarom stroomt het water relatief snel door zulke lagen. Materiaal met een kleine porositeit, zoals vast moedergesteente, klei of leem, laat het water slecht tot zeer slecht door. Het water stroomt hier relatief langzaam. Voor het gemak kan worden aangenomen dat het water in slecht doorlatende lagen alleen horizontaal stroomt; de verticale stroming is in verhouding tot de watervoerende lagen zo traag dat deze praktisch gesproken nul is. Er vindt wel uitwisseling plaats tussen de verschillende watervoerende lagen. Onder hoger gelegen infiltratiegebieden infiltreert grondwater tot in diepere watervoerende lagen. In lager gelegen kwelgebieden vindt juist stroming vanuit ondiepere watervoerende lagen naar de oppervlakte plaats.
De bovenste watervoerende laag wordt het freatisch grondwater genoemd. Het freatisch vlak is de dunne zone tussen de met water verzadigde bodem en de onverzadigde zone. In modellen worden de diepere watervoerende pakketten (artesisch grondwater) van boven naar onder genummerd: eerste watervoerende pakket, tweede watervoerende pakket, enz. Lateraal kan een bepaalde laag verdwijnen, zodat een dergelijke nummering niet altijd consequent kan worden toegepast.

## Soorten aquifer
Er bestaan twee soorten aquifer, onderverdeeld aan de hand van hun fysische eigenschappen.
Men spreekt van een gesloten of begrensde aquifer als de waterhoudende grondlaag ingesloten ligt tussen ondoordringbare materialen. Hierdoor wordt het grondwater geïmmobiliseerd. Een open of onbegrensde aquifer is aan de bovenzijde niet afgesloten door een ondoordringbaar materiaal en bepaalt de grondwatertafel.
Gesloten aquifers bezitten soms een hoge hydrostatische druk door natuurlijke aanvulling vanuit hoger gelegen gebieden. Bij een aquitard is door een te lage hydraulische druk economische exploitatie van water niet realiseerbaar. Zie ook bron (water).

## Karakteristieken
De hydraulische transmissiviteit Ti van een bodemlaag i met dikte di in de aquifer onder de waterspiegel is:
{\displaystyle T_{\mathrm {i} }=K_{\mathrm {i} }^{\mathrm {h} }\cdot d_{\mathrm {i} }}
waar Khi de horizontale doorlatendheid van de laag is.
De transmissiviteit van de gehele aquifer voor horizontale stroming is de sommering over alle bodemlagen i:
{\displaystyle T=\sum _{i}T_{\mathrm {i} }}
De gemiddelde horizontale doorlatendheid van de gehele aquifer is:
{\displaystyle K^{\mathrm {h} }={\frac {T}{D}}}
waar D de som is van de diktes di van alle bodemlagen i.
De hydraulische weerstand Wi van een bodemlaag i met dikte di in de aquifer onder de waterspiegel is:
{\displaystyle W_{\mathrm {i} }={\frac {d_{\mathrm {i} }}{K_{\mathrm {i} }^{\mathrm {v} }}}}
waar Kvi de verticale doorlatendheid van de laag is.
De weerstand van de gehele aquifer tegen verticale stroming is de sommering over alle bodemlagen i:
{\displaystyle W=\sum _{i}W_{\mathrm {i} }}
De gemiddelde verticale doorlatend van de gehele aquifer is:
{\displaystyle K^{\mathrm {v} }={\frac {D}{W}}}
waar D de som is van de diktes di van alle bodemlagen i.
De waarden van Kh en Kv kunnen worden gemeten met pompproeven
Indien Khi and Kvi ongelijk zijn, dan is de doorlatendheid van bodemlaag i anisotroop.
Indien Kh en Kv ongelijk zijn dan is de gehele aquifer anisotroop.
Een aquifer met een aquitard wordt semi-begrensde aquifer genoemd. Een aquifer kan meerdere aquitards hebben. Er kan zich beneden de aquitard een hoge waterdruk opbouwen. De druk is meetbaar met een peilbuis die reikt tot in de laag beneden de aquitard, waarin het waterpeil bij hoge druk boven de waterspiegel uit komt en mogelijk ook boven het maaiveld. Wanneer de druk in de ondergrond hoger is dan de bovenkant van de peilbuis, dan zal het water uit de peilbuis stromen en bij hoge overdruk zelfs uit de peilbuis spuiten. De aquifer wordt dan artesisch genoemd.
Ondanks een hoge weerstand van de aquitard, kan er toch veel water door passeren, omdat het oppervlak ervan groot is.
Bij het ontwerpen van drainage met buizen en sloten (ook horizontale drainage genoemd omdat de ontwateringsmiddelen vrijwel horizontaal liggen), of met bronneringsputten (ook wel verticale drainage genoemd omdat een put verticaal de grond in gaat) kan rekening worden gehouden met de anisotropie.

## Ecologie van aquifers
In bepaalde aride gebieden, zoals het binnenland van Australië, bezitten aquifers een typische fauna. Doordat deze aquifers vaak in het geologische verleden met elkaar verbonden waren, maar die verbindingen tegenwoordig niet meer bestaan, hebben zich verschillende faunas ontwikkeld in de respectieve aquifers. Bovendien kan de aquifer dienstdoen als een schuilplaats voor relictsoorten. Zo werd Mankurta mityula (Spelaeogriphacea) vrij recent (1998) ontdekt in een Australische aquifer, terwijl zijn naaste verwanten stygobionte soorten zijn uit Brazilië en Zuid-Afrika.
Ook het Nieuw-Zeelandse Bare Island bezit een aquifer.

## Koolzuurgasopslag
In 2006 liep er een onderzoeksproject waarin men onderzocht hoe men koolzuurgas (CO2) kan opslaan in aquifers. Zo hoopte men het broeikaseffect te verminderen.

## Waterstofgasopslag
Ondergrondse waterstofopslag in aquifers kan functioneren als grid-opslag van energie die noodzakelijk is voor een waterstofeconomie.

## Voorbeelden
- Nubische zandsteenaquifer, de grootste aquifer ter wereld.